# Войсковые части Оренбургского казачьего войска

Это список войсковых частей Оренбургского Казачьего Войска.
В мирное время Оренбургской Казачье Войско выставляло на службу 11% от общего количества казачьих частей русской армии, в военное время эта цифра возрастала до 12,2%. Наиболее престижной считалась служба в 1-м и 2-м Оренбургских казачьих полках, расположенных в Харькове с 1882 г. и Варшаве соответственно.

## Войсковые части перед Первой мировой войной
- Оренбургский 1-й казачий Е. И. В. Наследника Цесаревича полк в составе 10-й кавалерийской дивизии, III-й конный корпус, Киевский ВО)

- Оренбургский 2-й казачий воеводы Нагого полк в составе 13-й кавалерийской дивизии, (Варшавский ВО)

- Уфимско-Самарский Оренбургский 3-й казачий полк в составе 12-й кавалерийской дивизии

- Исетско-Ставропольский Оренбургский 4-й казачий полк в составе 1-й Туркестанской казачьей дивизии (1 Турк. К)

- Оренбургский 5-й казачий атамана Магутова полк в составе 1-й Туркестанской казачьей дивизии (1 Турк. К)

- Оренбургский 6-й казачий атамана Углецкого полк в составе 1-й Туркестанской казачьей дивизии (1 Турк. К)

- Оренбургский 7-й казачий полк

- Оренбургский 8-й казачий полк

- Оренбургский 9-й казачий полк

- Оренбургский 10-й казачий полк

- Оренбургский 11-й казачий полк

- Оренбургский 12-й казачий полк

- Оренбургский 13-й казачий полк

- Оренбургский 14-й казачий полк

- Оренбургский 15-й казачий полк

- Оренбургский 16-й казачий полк

- Оренбургский 17-й казачий полк

- Оренбургский 18-й казачий полк

- Оренбургский казачий дивизион

## Войсковые части в период Гражданской войны
Войсковые части, находившиеся в подчинении атамана Дутова (1918—20 годы) до ликвидации Войска большевиками:
- Атаманский дивизион Оренбургского казачьего войска

- Киргизский конвой атамана Оренбургского казачьего войска

- Оренбургский стрелковый добровольческий имени атамана Дутова полк

- 16-й Карагайский имени атамана Дутова казачий полк

- Областная милиция Оренбургского казачьего войска